# March CG911
O CG911B é o modelo da March da temporada de 1992 da F-1. Condutores: Karl Wendlinger, Paul Belmondo, Emanuele Naspetti e Jan Lammers.

## Resultados[1]
(legenda) 
| Ano  | Chassi | Motor          | Pneus | N° | Pilotos           | 1   | 2   | 3   | 4   | 5   | 6   | 7   | 8   | 9   | 10  | 11  | 12  | 13  | 14  | 15  | 16  | Pontos | Posição |  |
| ---- | ------ | -------------- | ----- | -- | ----------------- | --- | --- | --- | --- | --- | --- | --- | --- | --- | --- | --- | --- | --- | --- | --- | --- | ------ | ------- |  |
|      |        |                |       |    |                   |     |     |     |     |     |     |     |     |     |     |     |     |     |     |     |     |        |         |  |
|      |        |                |       |    |                   | RSA | MEX | BRA | ESP | SMR | MON | CAN | FRA | GBR | GER | HUN | BEL | ITA | POR | JPN | AUS |        |         |  |
| 1992 | CG911B | Ilmor LH10 V10 | G     | 16 | Karl Wendlinger   | Ret | Ret | Ret | 8   | 12  | Ret | 4   | Ret | Ret | 16  | Ret | 11  | 10  | Ret |     |     | 3      | 9º      |  |
| 1992 | CG911B | Ilmor LH10 V10 | G     | 16 | Jan Lammers       |     |     |     |     |     |     |     |     |     |     |     |     |     |     | Ret | 12  | 3      | 9º      |  |
| 1992 | CG911B | Ilmor LH10 V10 | G     | 17 | Paul Belmondo     | NQ  | NQ  | NQ  | 12  | 13  | NQ  | 14  | NQ  | NQ  | 13  | 9   |     |     |     |     |     | 3      | 9º      |  |
| 1992 | CG911B | Ilmor LH10 V10 | G     | 17 | Emanuele Naspetti |     |     |     |     |     |     |     |     |     |     |     | 12  | Ret | 11  | 13  | Ret | 3      | 9º      |  |